# Uhn Tiss Uhn Tiss Uhn Tiss
Uhn Tiss Uhn Tiss Uhn Tiss è il secondo singolo estratto dall'album Hefty Fine dei Bloodhound Gang. Il titolo è una rappresentazione onomatopeica del suono della musica dance.

## Video musicale
Il cantante Jimmy Pop si trova in un bagno, mentre in quello a fianco entra una bella ragazza che comincia a ballare. Pop la spia attraverso un glory hole nel muro e comincia a fare cose sessuali nel buco, senza rendersi conto che al posto della donna ora c'è un cane. Nella versione non censurata, Jimmy riceve una fellatio dal cane ed esce dal bagno fiero di sé. L'attrice che compare nel video è Vera Kopp.

## Classifiche
| Paese            | Posizione più alta |
| ---------------- | ------------------ |
| Australia        | 46                 |
| Austria          | 10                 |
| Belgio (Fiandre) | 11                 |
| Germania         | 15                 |
| Paesi Bassi      | 25                 |
| Russia           | 26                 |
| Svizzera         | 76                 |